# Combined Counties Football League
Combined Counties Football League là một giải đấu bóng đá Anh bao gồm các đội bóng từ phần Tây Nam Greater London và Surrey, và như một lựa chọn cho các đội bóng lên hạng từ các giải ở Berkshire và Bắc Hampshire. Có 2 hạng đấu và hạng đấu cao nhất nằm ở Bậc 5 của National League System (hoặc Cấp độ 9 của Hệ thống các giải bóng đá ở Anh).

## Lịch sử
Giải đấu được thành lập ngày 18 tháng 6 năm 1978 khi Surrey Senior League trải qua một sự chuyển hóa để thu hút các câu lạc bộ bên ngoài hạt. Giải đấu ban đầu có tên là Home Counties League nhưng có sự phản đối về tên gọi từ Home Counties Conference, vì vậy năm 1979, nó có tên như ngày nay.
Từ mùa giải 1981–82, mùa giải có quá nhiều câu lạc bộ trong 1 hạng đấu nên giải đấu được chia thành 2 hạng đấu, Eastern và Western, với sự kiện Ash United từ hạng đấu Western đánh bại nhà vô địch Eastern là Malden Town 3–0 sau trận play-off 2 lượt.
Giải đấu được chấp nhận góp đội cho Isthmian League, và kể từ khi FA tái cơ cấu National League System, các câu lạc bộ có thể lên chơi ở Southern League, mặc cho giới hạn địa lý. Từ năm 1982 đến năm 2003 giải đấu chỉ lớn bằng một nửa hiện tại nên xuất hiện thêm 1 giải đấu nữa bên dưới (Surrey Premier League sau đó thành Surrey County Senior League). Các đội bóng còn ở lại năm 2003 tạo nên hạng đấu trên (Premier Division) và các đội bóng mới từ giải đấu bị giải thể trở thành hạng đấu dưới (Division One).

## Quy tắc lên hạng và giải đấu Cup
Tối đa 3 đội bóng lên hạng hoặc xuống hạng giữa 2 hạng đấu; việc thăng hạng phụ thuộc và các câu lạc bộ ở top 3 Division One đáp ứng đủ yêu cầu sân bãi.
Division One được góp đội bởi các giải đấu ở Bậc 7 của National League System chẳng hạn như Surrey Elite Intermediate League, Middlesex County League và Thames Valley Football League.
Giải đấu tổ chức 4 giải Cup. 
1. The Premier Challenge Cup dành cho đội bóng ở cả hai hạng đấu. Đương kim vô địch là Epsom & Ewell.
2. The Division One cup có đương kim vô địch là Warlingham.
3. The Reserve Division cup có đương kim vô địch là Bedfont Sports Dự bị.
4. Giải đấu cũng tổ chức giải Grant McLellan Youth Cup cho các câu lạc bộ có đội bóng U18 ở các giải đấu khác. Đương kim vô địch là U18 Camberley Town.[2]

## Các câu lạc bộ mùa giải 2015–16

Vùng bao phủ bởi Combined Counties League được tô màu trái đào.

| Premier Division          |  |
| ------------------------- |  |
| Ashford Town              |  |
| Badshot Lea               |  |
| Bedfont Sports            |  |
| Camberley Town            |  |
| Chertsey Town             |  |
| Colliers Wood United      |  |
| Cove                      |  |
| Epsom & Ewell             |  |
| Farnham Town              |  |
| Chessington & Hook United |  |
| Guildford City            |  |
| Hanworth Villa            |  |
| Hartley Wintney           |  |
| AFC Hayes                 |  |
| Horley Town               |  |
| Knaphill                  |  |
| Raynes Park Vale          |  |
| Redhill                   |  |
| Spelthorne Sports         |  |
| Sutton Common Rovers      |  |
| Westfield                 |  |
| Windsor                   |  |
| Division One              |  |
| Abbey Rangers             |  |
| Alton Town                |  |
| Ash United                |  |
| Banstead Athletic         |  |
| Bedfont & Feltham         |  |
| CB Hounslow United        |  |
| Cobham                    |  |
| Dorking                   |  |
| Epsom Athletic            |  |
| Eversley & California     |  |
| Farleigh Rovers           |  |
| Frimley Green             |  |
| Sandhurst Town            |  |
| South Park Dự bị          |  |
| Sheerwater                |  |
| Staines Lammas            |  |
| Worcester Park            |  |

## Nhà tài trợ
Giải đấu có rất nhiều nhà tài trợ. Hiện tại Cherry Red Records là tài trợ chính. El Records, Lemon Recordings và RPM Records tương ứng tài trợ cho các giải đấu Premier Challenge Cup, Division One Challenge Cup và Reserve Challenge Cup.

## Nhà vô địch
Từ mùa giải 1978–79 giải đấu có tên là Home Counties League.
| Mùa giải | Đội vô địch                   |
| -------- | ----------------------------- |
| 1978–79  | British Aerospace (Weybridge) |
| 1979–80  | Guildford & Worplesdon        |
| 1980–81  | Malden Town                   |

Từ mùa giải 1981–82 giải đấu chia thành 2 hạng đấu.
| Mùa giải | Western Division | Eastern Division | Championship Playoff |
| -------- | ---------------- | ---------------- | -------------------- |
| 1981–82  | Ash United       | Malden Town      | Ash United thắng 3–0 |

Từ mùa giải 1982–83 chuyển về thể thức 1 hạng đấu.
| Mùa giải | Đội vô địch                   |
| -------- | ----------------------------- |
| 1982–83  | Hartley Wintney               |
| 1983–84  | Godalming Town                |
| 1984–85  | Malden Vale                   |
| 1985–86  | British Aerospace (Weybridge) |
| 1986–87  | Ash United                    |
| 1987–88  | British Aerospace (Weybridge) |
| 1988–89  | British Aerospace (Weybridge) |
| 1989–90  | Chipstead                     |
| 1990–91  | Farnham Town                  |
| 1991–92  | Farnham Town                  |
| 1992–93  | Peppard                       |
| 1993–94  | Peppard                       |
| 1994–95  | Ashford Town (Middx)          |
| 1995–96  | Ashford Town (Middx)          |
| 1996–97  | Ashford Town (Middx)          |
| 1997–98  | Ashford Town (Middx)          |
| 1998–99  | Ash United                    |
| 1999-00  | Ashford Town (Middx)          |
| 2000–01  | Cove                          |
| 2001–02  | AFC Wallingford               |
| 2002–03  | Withdean 2000                 |

Từ mùa giải 2003–04, Division One được bổ sung vào, chủ yếu là các câu lạc bộ của Surrey County Senior League.
| Mùa giải | Premier Division       | Division One      |
| -------- | ---------------------- | ----------------- |
| 2003–04  | AFC Wimbledon          | AFC Guildford     |
| 2004–05  | Walton Casuals         | Coney Hall        |
| 2005–06  | Godalming Town         | Warlingham        |
| 2006–07  | Chipstead              | Farnham Town      |
| 2007–08  | Merstham               | Staines Lammas    |
| 2008–09  | Bedfont Green          | Staines Lammas    |
| 2009–10  | North Greenford United | Mole Valley SCR   |
| 2010–11  | Guildford City         | Worcester Park    |
| 2011–12  | Guildford City         | Guernsey          |
| 2012–13  | Egham Town             | Frimley Green     |
| 2013–14  | South Park             | Spelthorne Sports |
| 2014–15  | Molesey                | Farleigh Rovers   |